# Vittorio Varale
Vittorio Varale (Piedimonte d'Alife, 21 aprile 1891 – Bordighera, 26 novembre 1973) è stato un giornalista e scrittore italiano.

## Biografia
Vittorio Varale nacque a Piedimonte d’Alife (oggi Piedimonte Matese), dove il padre era stato inviato come procuratore delle imposte. All’età di dieci anni si trasferì al nord (1901).
A diciassette anni, dopo la morte del padre, interruppe gli studi liceali per impiegarsi in un'impresa torinese di costruzioni, dove ebbe come collega Vittorio Pozzo.
Nel primo periodo della sua carriera, tra il 1908 e la metà degli anni Venti, si dedicò quasi esclusivamente al ciclismo. I primi servizi al seguito delle corse ciclistiche furono scritti nel 1910, e servirono per aiutarlo ad entrare nel mondo giornalistico. Nel 1911, per la «Gazzetta dello Sport», seguì e documentò la corsa ciclistica "Parigi-Torino"; contemporaneamente inviò resoconti di partite di campionato di calcio, nazionali ed internazionali, su «Il Lavoro», giornale socialista di Genova, e su «Sport». Nel 1914 fu nominato caporedattore della Gazzetta dello Sport. L’anno seguente l’Italia entrò in guerra. Uno dopo l’altro i giornalisti più esperti partirono volontari per il fronte. Anche Varale si presentò al comando. Tornato al giornale, fu promosso condirettore. Nel 1917, dopo la partenza al fronte di Ugo Toffaletti, divenne direttore del quotidiano, ottenendo l’esonero dal servizio militare per un anno. Scaduto l’esonero, nel 1918 venne destinato alla zona di guerra. In servizio presso il battaglione M.T., trascorse intere settimane ai comandi di grandi unità al fronte. Fondò l'Opera per l'addestramento sportivo del soldato (O.A.S.S.) e organizzò manifestazioni sportive per finanziare l'acquisto di attrezzi sportivi, medaglie, coppe, palloni per i militari al fronte. Assieme al colonnello Tifi inventò il "percorso di guerra". Nello stesso periodo collaborò al Secolo Illustrato di Tullo Morgagni (1915-18).
Nel 1922 lasciò la Gazzetta dello Sport per assumere la direzione del già citato «Sport», di cui assunse anche la comproprietà. Nello stesso periodo fu collaboratore di «La giustizia« (fino al 1924) e corrispondente del quotidiano «Il Mattino». Nel 1926 fu costretto a cedere «Sport« e a cessare la collaborazione con il Mattino. Non rimase disoccupato a lungo: Leandro Arpinati lo chiamò a dirigere l’ufficio milanese del quotidiano sportivo romano «Corriere dello Sport« (dal 1927 «Il Littoriale»). Venne chiamato a scrivere per numerose testate, tra le quali «Il Nuovo giornale dello sport»,  «La Pedata», «Il Torchio» e il mensile «Lo sport fascista». Nel 1928 avviò la collaborazione alla «Stampa» scrivendo di ciclismo ed alpinismo. Quest’ultima era la sua nuova passione: due anni prima aveva iniziato le escursioni in montagna insieme a Mary Gennaro, che sposò poi il 13 luglio 1933. Collabora anche con altri importanti quotidiani, tra i quali «Il Messaggero» di Roma. Assunto stabilmente alla «Stampa» come redattore e capo dei servizi sportivi, nel 1938 si trasferì con la moglie da Milano al capoluogo subalpino.
Nello stesso 1938 svolse alcune inchieste originali, recandosi al confine di stato per narrare la vita delle Fiamme Gialle, calandosi nelle fogne di Milano e viaggiando attraverso l'Italia in treno per rendere partecipi i lettori dei grandi progressi della rete ferroviaria. Dopo la caduta del fascismo fu per 45 giorni direttore della Stampa, fino all’8 settembre 1943. Per sfuggire all’arresto da parte dei tedeschi invasori, si diede alla macchia.
Dopo la guerra venne eletto consigliere della ricostituita Associazione della Stampa Subalpina. Deciso a rimanere a Torino, entrò alla «Gazzetta d'Italia« (ex «Gazzetta del Popolo»), il più antico quotidiano subalpino (1º agosto 1945). La collaborazione continuò fino al 1950.
Continuò a partecipare, finché gli fu fisicamente possibile, ai Giri d'Italia, ai Tour de France e a parecchie altre corse ciclistiche. Giuseppe Ambrosini lo definì "giornalista e scrittore di cose ciclistiche, competente come pochi e piacevolissimo come pochissimi".
Nel 1954 ritirò il Premio Saint Vincent, conferitogli per i suoi articoli sull'alpinismo, sport che aveva imparato ad apprezzare sin dal 1926 accompagnando la moglie Mary Gennaro in montagna, ed assistendo alle sue ascensioni in compagnia di grandissimi scalatori.
Redasse questi articoli adottando la stessa tecnica consolidata per il ciclismo: frequentava l'ambiente, conservava un contatto costante con i protagonisti, chiedeva e raccoglieva informazioni.
Tenne conferenze in diverse città d'Italia sull'alpinismo sportivo, dando maggiore visibilità al Club Alpino Italiano (CAI).
Sostenne Giorgio Boriani nella redazione del settimanale «Roccia», nato nel 1933.
La conoscenza e l'amicizia con Domenico Rudatis, compagno di cordata della moglie, furono particolarmente proficue: il dibattito sull'elaborazione e la legittimazione su una scala delle difficoltà alpinistiche in Italia, su modello di quelle esistenti in altri paesi, ebbe origine proprio da un loro libro.
Il 9 gennaio 1963 perse la moglie, defunta a causa di una grave malattia.
Appassionato del suo mestiere, nel 1966, ormai settantacinquenne, accettò di collaborare al quotidiano torinese «Tuttosport«.
Nel 1969 il Presidente della Repubblica, Giuseppe Saragat, gli consegnò il Premio Saint Vincent conferitogli dalla Federazione della Stampa per l'appassionata attività di giornalista, svolta nel corso di mezzo secolo.
Morì a Bordighera il 29 novembre 1973. È sepolto nel cimitero comunale della cittadina ligure assieme alla moglie.

## Premi e riconoscimenti
- Premio "Pirelli" per il ciclismo (1952)
- Premio Saint Vincent, per gli articoli sull'alpinismo (1954)
- Premio dell’Unione Stampa Sportiva Italiana per gli articoli retrospettivi (1961)

## Opere
- Giovanni Gerbi: la sua infanzia, i suoi debutti, le sue avventure, la sua carriera, Milano, Ufficio di Pubblicità sportiva [1909][2]
- Girardengo: I suoi debutti, la sua carriera, le sue vittorie, Milano, La Gazzetta dello Sport, 1923
- Binda: i suoi debutti, la sua carriera, le sue vittorie, Varese, Istituto Editoriale Cisalpino, 1928
- Learco Guerra nel suo tempo, Milano, Biblioteca della Gazzetta dello Sport, 1932
- Avventure su due ruote, Roma, Editrice italiana, 1964
- La battaglia del sesto grado (1929-1938), Milano, Longanesi, [1965] (Premio letterario C.O.N.I.). Il volume contiene anche lo scritto/manifesto di Domenico Rudatis: Il riconoscimento del sesto grado[3]
- Sotto le grandi pareti. L’alpinismo come sport di competizione, Bologna, Tamari, 1969
- I Vittoriosi. Eventi e personaggi descritti in mezzo secolo di giornalismo sportivo, Milano, Longanesi, [1969] (Premio letterario C.O.N.I.)
- Arrampicatori, Milano, Corticelli [1982]